# Kozielniki
Kozielniki (ukr. Козельники) – część miasta Lwowa  na Ukrainie, w obwodzie lwowskim, w rejonie sichowskim. Leży w południowej części miasta. Dawniej samodzielna wieś.
W II Rzeczypospolitej do 1934 samodzielna gmina jednostkowa. Następnie miejscowość należała do zbiorowej wiejskiej gminy Dawidów w powiecie lwowskim w woj. lwowskim. Kozielniki utworzyły wtedy gromadę, składającą się z miejscowości Kozielniki.
Podczas II wojny światowej włączone do Lwowa (w dystrykcie Galicja (Generalne Gubernatorstwo). Po wojnie w Związku Radzieckim, gdzie przejściowo odzyskały samodzielność. Do Lwowa włączone permanentnie w 1955 roku. 
22 września 1939 żołnierze sowieccy zastrzelili tutaj 15 Polaków. W latach 1944–1945 nacjonaliści ukraińscy z OUN-UPA zamordowali kolejnych 7 Polaków.

## Galeria

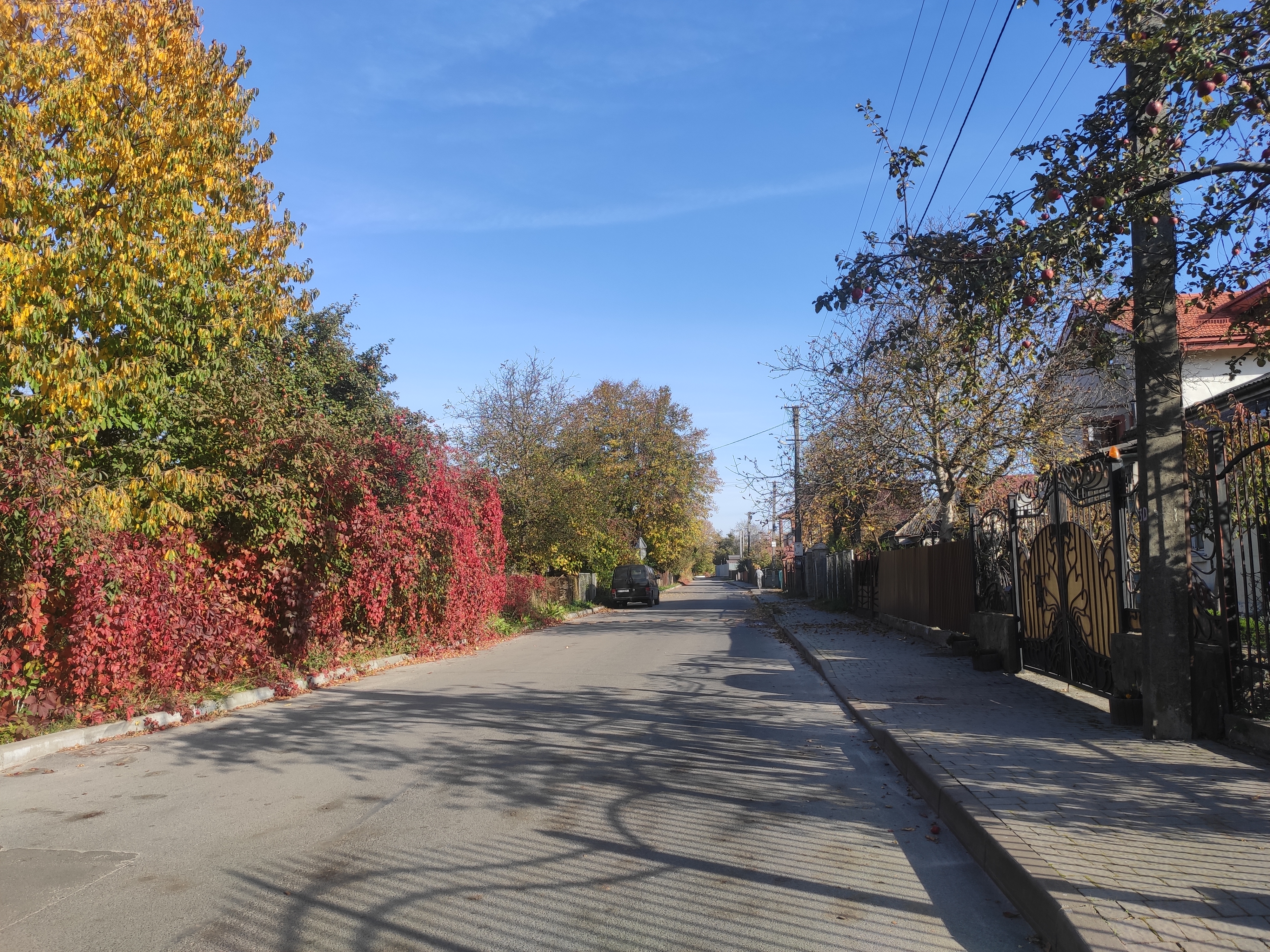
Rachówska, główna ulica Kozielników